# Elena Carraro
Elena Carraro (* 3. Januar 2001 in Brescia) ist eine italienische Hürdenläuferin, die sich auf die 100-Meter-Distanz spezialisiert hat.

## Sportliche Laufbahn
Ihren ersten Wettkampf bei internationalen Meisterschaften bestritt Elena Carraro bei den U18-Europameisterschaften 2018 in Győr, bei denen sie in der ersten Runde über 100 m Hürden nicht ins Ziel kam. Im Jahr darauf schied sie bei den U20-Europameisterschaften in Borås mit 14,25 s im Vorlauf aus und 2021 schied sie bei den U23-Europameisterschaften in Tallinn mit 13,61 s im Halbfinale aus. Im Jahr darauf belegte sie bei den Mittelmeerspielen in Oran in 13,67 s den siebten Platz und 2023 belegte sie bei den U23-Mittelmeer-Hallenmeisterschaften in Valencia in 8,47 s den sechsten Platz im 60-Meter-Hürdenlauf. Im Juli gewann sie bei den U23-Europameisterschaften in Espoo in 12,97 s die Silbermedaille über 100 m Hürden hinter der Schweizerin Ditaji Kambundji und im Jahr darauf schied sie bei den Europameisterschaften in Rom mit 13,06 s im Halbfinale aus. 2025 belegte sie bei den World University Games in Bochum in 12,98 s den fünften Platz.
2025 wurde Carraro italienische Meisterin im 100-Meter-Hürdenlauf.

## Persönliche Bestleistungen
- 100 m Hürden: 12,84 s (+1,9 m/s), 1. Mai 2025 in Imperia
  - 60 m Hürden (Halle): 8,17 s, 5. Februar 2023 in Ancona